# Trayectoria radial
En astrodinámica y mecánica celeste, una trayectoria radial es una órbita de Kepler con momento angular cero. Se dice que dos objetos se hallan en una trayectoria radial cuando se acercan o alejan directamente el uno del otro en línea recta.

## Clasificación
Hay tres tipos de trayectorias radiales (órbitas):
- Órbita elíptica: es una órbita que corresponde a una elipse degenerada. Se desarrolla desde el momento en el que los cuerpos están en contacto y comienzan a alejarse el uno del otro hasta que se tocan de nuevo. La velocidad relativa de los dos objetos es menor que la velocidad de escape. Es una órbita elíptica con un semi-eje menor = 0 y excentricidad = 1. Aunque la excentricidad es 1, no es una órbita parabólica. Si el coeficiente de restitución de los dos cuerpos es 1 (perfectamente elástico) esta órbita es periódica. Si el coeficiente de restitución es menor que 1 (inelástico), esta órbita no es periódica.
- Trayectoria radial parabólica: es una órbita no periódica en la que la velocidad relativa de los dos objetos es siempre igual a la velocidad de escape. Hay dos casos: los cuerpos se alejan uno del otro o se acercan uno hacia el otro.
- Trayectoria radial hiperbólica: es una órbita no periódica donde la velocidad relativa de los dos objetos siempre excede la velocidad de escape. Hay dos casos: los cuerpos se alejan uno del otro o se acercan uno hacia el otro. Es una órbita hiperbólica con un semi-eje menor = 0 y excentricidad = 1. Aunque la excentricidad es 1, tampoco es una órbita parabólica.

A diferencia de las órbitas habituales, que se clasifican por su excentricidad orbital, las órbitas radiales se clasifican por su energía orbital específica: la suma constante de la energía cinética y potencial total, dividida por la masa reducida:
{\displaystyle \epsilon ={\frac {v^{2}}{2}}-{\frac {\mu }{x}}}
donde x es la distancia entre los centros de las masas, v es la velocidad relativa, y {\displaystyle \mu ={G}(m_{1}+m_{2})} es el parámetro gravitacional estándar.
Otra constante viene dada por:
{\displaystyle w={\frac {1}{x}}-{\frac {v^{2}}{2\mu }}={\frac {-\epsilon }{\mu }}}
- Para trayectorias elípticas, w es positivo. Es el inverso de la distancia apoapsidal (distancia máxima).
- Para trayectorias parabólicas, w es cero.
- Para trayectorias hiperbólicas, w es negativo, y vale {\displaystyle \textstyle {\frac {-v_{\infty }^{2}}{2\mu }}}, donde {\displaystyle \textstyle v_{\infty }} es la velocidad a distancia infinita.

## El tiempo como una función de la distancia
Dadas la distancia de separación, la velocidad en cualquier instante y la masa total, es posible determinar la posición de los dos cuerpos en cualquier otro instante.
El primer paso es determinar la constante w. El signo de w sirve para establecer el tipo de órbita.
{\displaystyle w={\frac {1}{x_{0}}}-{\frac {v_{0}^{2}}{2\mu }}}
donde {\displaystyle \textstyle x_{0}} y {\displaystyle \textstyle v_{0}} son la separación y la velocidad relativa en cualquier momento.

### Trayectoria parabólica
En este caso
{\displaystyle t(x)={\sqrt {\frac {2x^{3}}{9\mu }}}}
donde t es el tiempo desde o hasta el momento en el que las dos masas, si fueran masas puntuales, coincidirían, y x es la separación entre ambas.
Esta ecuación se aplica solo a las trayectorias parabólicas radiales. Para las trayectorias parabólicas generales, véase la ecuación de Barker.

### Trayectoria elíptica
Se ajusta a la ecuación siguiente
{\displaystyle t(x,w)={\frac {\arcsin({\sqrt {w\,x}})-{\sqrt {w\,x\ (1-w\,x)}}}{{\sqrt {2\mu }}\,w^{3/2}}}}
donde t es el tiempo desde o hasta el momento en el que las dos masas, si fueran masas puntuales, coincidirían, y x es la separación entre ambas.
Esta fórmula se denomina ecuación radial de Kepler.
Véanse también las ecuaciones para un cuerpo en caída libre.

### Trayectoria hiperbólica
Este caso toma la forma
{\displaystyle t(x,w)={\frac {{\sqrt {(|w|x)^{2}+|w|x}}-\ln({\sqrt {|w|x}}+{\sqrt {1+|w|x}})}{{\sqrt {2\mu }}\,|w|^{3/2}}}}
donde t es el tiempo desde o hasta el momento en el que las dos masas, si fueran masas puntuales, coincidirían, y x es la separación entre ambas.

### Forma universal (cualquier trayectoria)
La ecuación de Kepler radial se puede hacer "universal" (aplicable a todas las trayectorias):
{\displaystyle t(x,w)=\lim _{u\to w}{\frac {\arcsin({\sqrt {u\,x}})-{\sqrt {u\,x\ (1-u\,x)}}}{{\sqrt {2\mu }}\,u^{3/2}}}}
o expandiéndose en una serie de potencias:
{\displaystyle t(x,w)={\frac {1}{\sqrt {2\mu }}}\left.({\frac {2}{3}}x^{3/2}+{\frac {1}{5}}wx^{5/2}+{\frac {3}{28}}w^{2}x^{7/2}+{\frac {5}{72}}w^{3}x^{9/2}+{\frac {35}{704}}w^{4}x^{11/2}\cdots )\right|_{-1<w\cdot x<1}}

## El problema radial de Kepler (distancia en función del tiempo)
El problema de encontrar la separación de dos cuerpos en un momento dado, dada su separación y velocidad en otro momento conocido, se conoce como el problema de Kepler. Esta sección resuelve el problema de Kepler para órbitas radiales.
El primer paso es determinar la constante w, cuyo signo sirve para establecer el tipo de órbita.
{\displaystyle w={\frac {1}{x_{0}}}-{\frac {v_{0}^{2}}{2\mu }}}
donde {\displaystyle \textstyle x_{0}} y {\displaystyle \textstyle v_{0}} son la separación y la velocidad en cualquier instante.

### Trayectoria parabólica
Aquí
{\displaystyle x(t)=\left({\frac {9}{2}}\mu t^{2}\right)^{\frac {1}{3}}}
Véase también la trayectoria parabólica.

### Forma universal (cualquier trayectoria)
Se usan dos cantidades intermedias: w, y la separación en el tiempo t que tendrían los cuerpos si estuvieran en una trayectoria parabólica, p.
{\displaystyle w={\frac {1}{x_{0}}}-{\frac {v_{0}^{2}}{2\mu }}\quad {\text{and}}\quad p=\left({\frac {9}{2}}\mu t^{2}\right)^{\frac {1}{3}}}
donde t es el tiempo, {\displaystyle x_{0}} es la posición inicial, {\displaystyle v_{0}} es la velocidad inicial y {\displaystyle \mu ={G}(m_{1}+m_{2})}.
La ecuación de Keplerinversa radial es la solución al problema radial de Kepler:
{\displaystyle x(t)=\sum _{n=1}^{\infty }\left(\lim _{r\to 0}\left({\frac {w^{n-1}p^{n}}{n!}}{\frac {\mathrm {d} ^{\,n-1}}{\mathrm {d} r^{\,n-1}}}\left(r^{n}\left({\frac {3}{2}}(\arcsin({\sqrt {r}})-{\sqrt {r-r^{2}}})\right)^{-{\frac {2}{3}}n}\right)\right)\right)}
Expandiendo la fórmula en una serie de potencias:
{\displaystyle x(t)=p-{\frac {1}{5}}wp^{2}-{\frac {3}{175}}w^{2}p^{3}-{\frac {23}{7875}}w^{3}p^{4}-{\frac {1894}{3931875}}w^{4}p^{5}-{\frac {3293}{21896875}}w^{5}p^{6}-{\frac {2418092}{62077640625}}w^{6}p^{7}\cdots }

La serie de potencias se puede diferenciar fácilmente término por término. La diferenciación repetida proporciona las fórmulas de velocidad, aceleración, cambio de aceleración...

## Órbita en un eje radial interior
La órbita dentro de un eje radial en un cuerpo esférico uniforme sería un movimiento armónico simple, porque la gravedad dentro de dicho cuerpo es proporcional a la distancia al centro. Si el cuerpo pequeño entra y/o sale del cuerpo grande en su superficie, la órbita cambia a una de las descritas anteriormente. Por ejemplo, si el eje se extiende de superficie a superficie, es posible una órbita cerrada que consta de partes de dos ciclos de movimiento armónico simple y partes de dos órbitas elípticas radiales diferentes (pero simétricas).